# Centro de Gimnasia de Ariake
El Centro de Gimnasia de Ariake (en japonés: 有明体操競技場, Ariake taisō kyōgijō) es un centro deportivo ubicado en Tokio. Fue sede de las competencias de gimnasia artística, gimnasia rítmica y bochas adaptadas en los Juegos Olímpicos de Tokio 2020 y los Juegos Paralímpicos de Tokio 2020.

## Historia
El centro fue entregado a finales de octubre de 2019.

## Arquitectura
El edificio es obra del despacho Nikken Sekkei, la empresa independiente más importante de arquitectura de Japón. Está inspirado en la arquitectura tradicional japonesa, en donde la madera tiene un papel protagónico. Tiene un diseño futurista, con una base trapezoidal, y una cubierta curvada. La cubierta del edificio fue hecha con madera de cedro y el techo con alerce, proveniente de diferentes áreas del país. Los diseñadores del edificio lo hicieron pensando en que pareciera un cuenco de madera flotando en el agua.  

## Ubicación
El centro se ubica en la zona norte del distrito de Ariake, cerca de la villa olímpica de los juegos. Se puede llegar a ella mediante la estación Kokusai-tenjijo de la Línea Rinkai o Ariake-tennis-no-mori de la Línea Yurikamome.